# Mot de l'année
 (mars 2008).
Si vous disposez d'ouvrages ou d'articles de référence ou si vous connaissez des sites web de qualité traitant du thème abordé ici, merci de compléter l'article en donnant les références utiles à sa vérifiabilité et en les liant à la section « Notes et références ».
Le mot de l’année désigne un mot à la mode qui caractérise un événement ou une discussion typique d'une année dans un pays. Il est désigné dans plusieurs pays, comme les États-Unis, l'Allemagne, l'Autriche, la Suisse, les Pays-Bas et le Liechtenstein.

## Allemagne
Le mot de l'année (Wort des Jahres) est régulièrement choisi depuis 1977 par la Société pour la langue allemande (Gesellschaft für deutsche Sprache) à Wiesbaden. Ne sont choisis que les mots et les phrases qui ont été utilisés pour les discussions publiques de l'année ou qui concernent un terme important. La fréquence du mot ne joue aucun rôle dans la décision. Le choix n'est associé à aucune critique ou recommandation.
Chaque année depuis 1991, un jury bénévole, composé de plusieurs professeurs d’universités allemandes choisit das Unwort des Jahres, que l'on pourrait traduire par « le non-mot de l'année ». On choisit ici un mot « de la communication publique actuelle », qui d'après les membres du jury « sont objectivement grossiers ou inappropriés, et qui pourraient même offenser la dignité humaine ». De plus, le mot Menschenmaterial (« matériel humain », « ressources humaines ») a été choisi « non-mot » du XXe siècle.
| Année | Mot de l'année                                                                 | « Non-mot » de l'année                                                     |
| ----- | ------------------------------------------------------------------------------ | -------------------------------------------------------------------------- |
| 2008  | Finanzkrise Crise financielle                                                  | notleidende Banken Banques indigentes                                      |
| 2007  | Klimakatastrophe Catastrophe climatique                                        | Herdprämie                                                                 |
| 2006  | Fanmeile                                                                       | Freiwillige Ausreise Sortie volontaire du territoire                       |
| 2005  | Bundeskanzlerin Chancelière                                                    | Entlassungsproduktivität Productivité des licenciements                    |
| 2004  | Hartz IV                                                                       | Humankapital Capital humain                                                |
| 2003  | Das alte Europa La vieille Europe                                              | Tätervolk Peuple coupable                                                  |
| 2002  | Teuro Mot-valise composé de teuer (cher) et euro                               | Ich-AG                                                                     |
| 2001  | Der 11. September                                                              | Gotteskrieger Guerrier de Dieu                                             |
| 2000  | Schwarzgeldaffäre Affaire de l'argent sale                                     | National befreite Zone Zone nationale soulagée                             |
| 1999  | Millennium                                                                     | Kollateralschaden Dégâts collatéraux                                       |
| 1998  | Rot-Grün Rouge-vert                                                            | Sozialverträgliches Frühableben Décès prématuré compatible avec la société |
| 1997  | Reformstau                                                                     | Wohlstandsmüll Déchets d'aisance                                           |
| 1996  | Sparpaket Colis d'épargne                                                      | Rentnerschwemme Surabondance des retraités                                 |
| 1995  | Multimedia                                                                     | Diätenanpassung Réajustement de l'indemnité parlementaire                  |
| 1994  | Superwahljahr Année de la super-élection                                       | Peanuts                                                                    |
| 1993  | Sozialabbau Dégradation sociale                                                | Überfremdung Fait d'être trop étranger                                     |
| 1992  | Politikverdrossenheit Renfrognement de la politique                            | Ethnische Säuberung Nettoyage ethnique                                     |
| 1991  | Besserwessi Mélange entre Besserwisser (pédant) et Wessi (Allemand de l'Ouest) | Ausländerfrei Sans étranger                                                |
| 1990  | Die neuen Bundesländer Les nouveaux Länder                                     |                                                                            |
| 1989  | Reisefreiheit Liberté de voyager                                               |                                                                            |
| 1988  | Gesundheitsreform Réforme de la santé                                          |                                                                            |
| 1987  | Aids, Kondom Sida, préservatif                                                 |                                                                            |
| 1986  | Tschernobyl                                                                    |                                                                            |
| 1985  | Glykol                                                                         |                                                                            |
| 1984  | Umweltauto Voiture respectueuse de l'environnement                             |                                                                            |
| 1983  | Heißer Herbst Automne chaud                                                    |                                                                            |
| 1982  | Ellenbogengesellschaft Société du coude                                        |                                                                            |
| 1981  | Nulllösung Solution zéro                                                       |                                                                            |
| 1980  | Rasterfahndung Rafle                                                           |                                                                            |
| 1979  | Holocaust                                                                      |                                                                            |
| 1978  | konspirative Wohnung Appartement où des activités illégales ont lieu           |                                                                            |
| 1977  | Szene Scène                                                                    |                                                                            |
| 1971  | Aufmüpfig Récalcitrant                                                         |                                                                            |

En 1999, le mot Rindfleischetikettierungsüberwachungsaufgabenübertragungsgesetz a été proposé comme mot de l'année.

## Autriche
Après qu’il fut montré que de plus en plus de mots étaient proposés pour le mot de l’année en Allemagne, le premier mot de l’année fut choisi en Autriche en 1999, par l’université Karl-Franzens de Graz.
| Année | Mot de l'année                                      | « Non-mot » de l'année                                   |
| ----- | --------------------------------------------------- | -------------------------------------------------------- |
| 2016  | Bundespräsidentenstichwahlwiederholungsverschiebung |                                                          |
| 2007  | Bundestrojaner Cheval de Troie fédéral              | Komasaufen Boire jusqu’au coma                           |
| 2006  | Penthouse-Sozialismus                               | Ätschpeck                                                |
| 2005  | Schweigekanzler Chancelier silencieux               | Negativzuwanderung Immigration négative                  |
| 2004  | Pensionsharmonisierung Harmonisation des retraites  | Bubendummheiten Bêtises de gamin                         |
| 2003  | Hacklerregelung                                     | Besitzstandswahrer                                       |
| 2002  | Teuro Mot-valise composé de teuer (cher) et euro    | Der Rücktritt vom Rücktritt La démission de la démission |
| 2001  | Nulldefizit Déficit zéro                            | Nichtaufenthaltsverfestigt                               |
| 2000  | Sanktionen Sanctions                                | Soziale Treffsicherheit                                  |
| 1999  | Sondierungsgespräch Conversation pour sonder        | Schübling                                                |

## France
| Année | Mot de l'année                  |
| ----- | ------------------------------- |
| 2020  | Confinement[réf. nécessaire]    |
| 2019  | Impacté[réf. nécessaire]        |
| 2018  | Climat[réf. nécessaire]         |
| 2017  | Renouveau                       |
| 2016  | Réfugiés                        |
| 2015  | Laïcité[réf. nécessaire]        |
| 2014  | Transition[réf. nécessaire]     |
| 2013  | Transparence[réf. nécessaire]   |
| 2012  | Twitter[réf. nécessaire]        |
| 2011  | Dégage ![réf. nécessaire]       |
| 2010  | Dette[réf. nécessaire]          |
| 2009  | Parachute doré[réf. nécessaire] |
| 2008  | Bling-bling[réf. nécessaire]    |
| 2007  | Bravitude[réf. nécessaire]      |
| 2006  | Respect[réf. nécessaire]        |
| 2005  | Précarité[réf. nécessaire]      |

## Suisse
Il existe un mot de l'année pour la Suisse alémanique depuis 2003. Depuis 2017, l’Université des sciences appliquées de Zurich, est responsable de l’élection du mot de l’année, qu’elle a désormais étendue à la Suisse romande (français) et, à partir de 2018, au Tessin (italien). Dans ce cadre, le choix du mot de l’année résulte de la collaboration de linguistes, d’experts issus de la pratique et des internautes.

### Mots romands de l'année
| Année | Première place | Deuxième place  | Troisième place            |
| ----- | -------------- | --------------- | -------------------------- |
| 2017  | harcèlement    | congé paternité | influenceur / influenceuse |